# پسیفیک درامز اند پرکاشن
پسیفیک درامز اند پرکاشن (به انگلیسی: Pacific Drums and Percussion) (یا به اختصار پی‌دی‌پی (PDP)) یک نام تجاری تجهیزات موسیقی است که توسط درام ورکشاپ، در سال ۱۹۹۹ با هدف ارائه سازهای کوبه‌ای خود با قیمت‌های مقرون به صرفه تر، تأسیس شد.
محصولات پسیفیک درامز در چین، تایوان و مکزیک تولید می‌شوند. خط تولید این شرکت هنوز از برخی تکنیک‌های سفارشی سازی در تولید طبل استفاده می‌کند، اما در درجه اول برای کاهش هزینه‌ها و کاهش مراحل تولید درام در مقادیر زیاد، از ماشین آلات کامپیوتری استفاده می‌کند.
خط فعلی تولیدات پسیفیک درامز عبارتند از درام، طبل کوچک، سخت‌افزار درام، پدال و سایر لوازم جانبی.

## هنرمندان
هنرمندان کنونی/پیشین، که از درام‌های پسیفیک درامز استفاده کرده‌اند عبارتند از:
- جردن مانچینو از گروه (از آی لی دایینگ)
- د ریو از گروه (اونجد سون‌فولد)
- چد اسمیث از گروه (رد هات چیلی پپرز)
- اریک هرناندز از گروه (برونو مارس)
- دارو جونز از گروه (جک وایت)
- جانی رب از گروه (کالکتیو سول)
- گری «زئوس» اسمیت از گروه (د فیفت اند ایتالا)